# Klavierbüchlein für Wilhelm Friedemann Bach

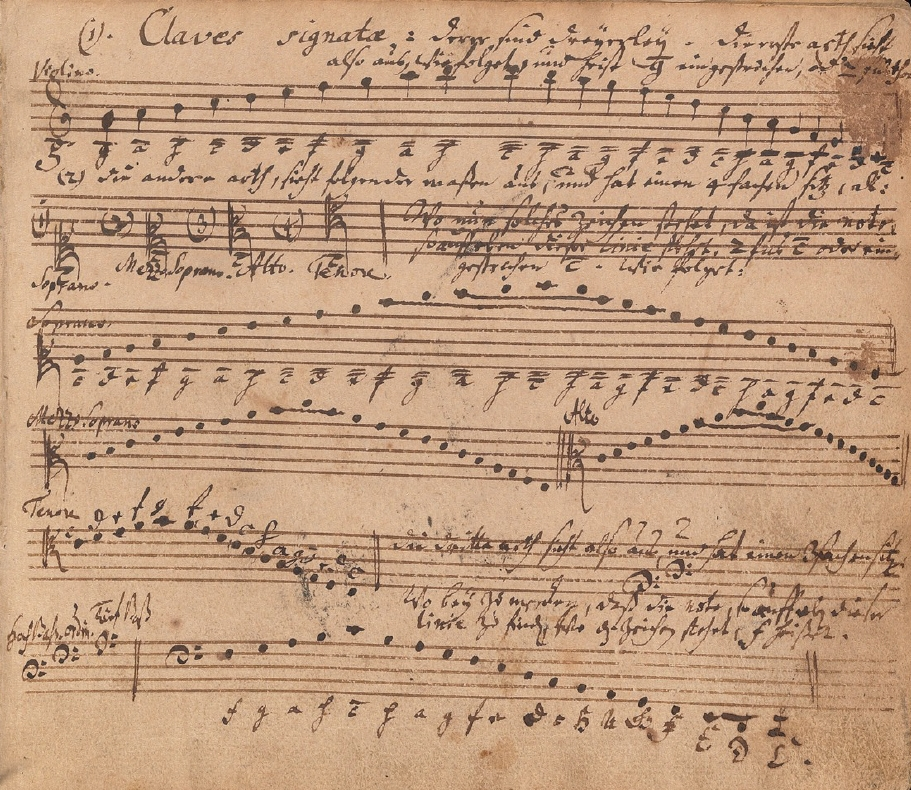
Aquesta és la pàgina inicial manuscrita per Bach del Klavierbüchlein für Wilhelm Friedemann Bach, dedicada a l'explicació de les claus.

El Klavierbüchlein für Wilhelm Friedemann Bach (en català, Petit llibre per a Wilhelm Friedemann Bach), titulat en el manuscrit original en alemany antic com a Clavier-Büchlein vor Wilhelm Friedemann Bach, és una col·lecció d'obres musicals per a teclat realitzada pel compositor barroc alemany Johann Sebastian Bach. El va elaborar per al segon dels seus fills i primogènit, Wilhelm Friedemann Bach.
Bach va començar la compilació l'any 1720. La majoria de les peces formen parts d'obres més extenses i més conegudes, com són El clavecí ben temprat (BWV 846-893) i les Invencions i simfonies (BWV 772-801). L'autoria d'un bon nombre de les peces incloses és objecte de debat, especialment pel que fa als cèlebres Dotze petits preludis (BWV 924–930, 939–942 i 999), algun atribuït al mateix Wilhelm Friedemann.

## Continguts del manuscrit

### Prefaci

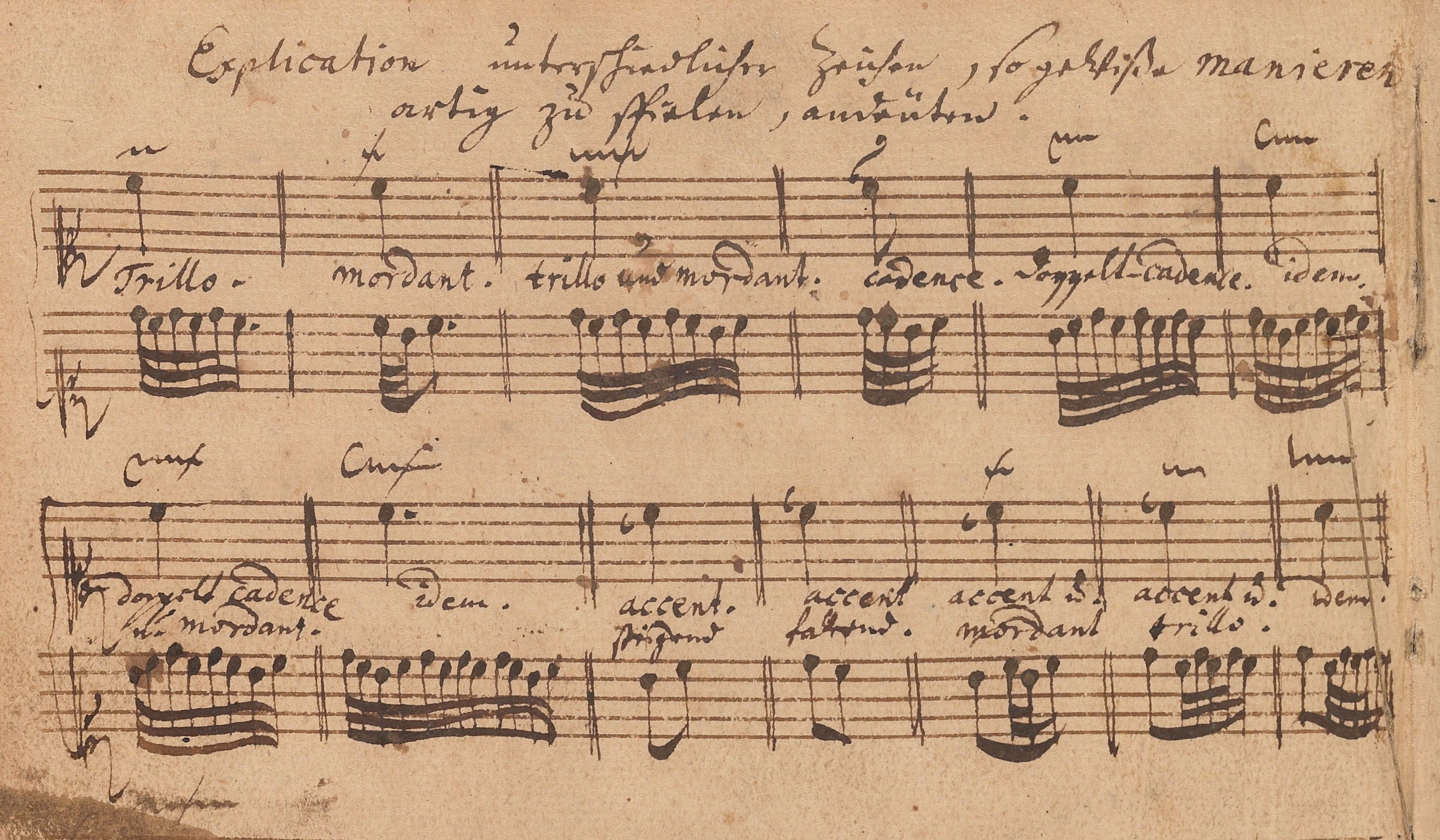
La guia d'ornaments, text manuscrit de Bach que apareix en el prefaci del Klavierbüchlein für Wilhelm Friedemann Bach.

El llibre comença amb un prefaci amb dues parts:
- Claves Signatae: explicació de les claus.
- Explication unterschiedlicher Zeichen, so gewisse manieren artig zu spielen, andeuten: guia explicativa dels ornaments.

### Relació íntegra de les obres incloses en el manuscrit

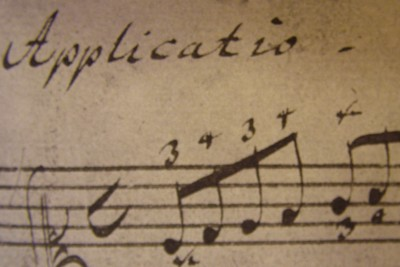
Detall del primer compàs de la Applicatio en do major, amb les digitaciones manuscrites per Bach clarament visibles.

Les obres integrants del llibre apareixen ordenades per ordre de complexitat, començant per la més simple. D'aquestes la Applicatio en do major BWV 994 i el Preludi en sol menor BWV 930 són especialment destacables perquè són les dues úniques obres de Bach que mostren les digitacions que prescriu Bach de la seva pròpia mà. En l'altra obra en la qual apareixen digitacions, el Preludi en do major BWV 870a, les anotacions ja no són del propi Bach sinó, probablement, del seu deixeble i successor a Weimar, Johann Caspar Vogler.
- 1. Applicatio en do major BWV 994: exemples de digitació d'escales i acords.
- 2. Præambulum en do major BWV 924 (Nou petits preludis, núm. 1)
- 3. Preludi coral per a orgue "Wer nur donin lieben Gott lässt walten" BWV 691a
- 4. Preludi en re menor BWV 926 (Nou petits preludis Núm. 3)
- 5. Preludi coral per a orgue "Jesu, meine Freude" BWV 753 (incomplet)
- 6. Alemanda en sol menor BWV 836 (possiblement atribuïble a Wilhelm Friedemann Bach)
- 7. Allemande en sol menor BWV 837 (fragment, possiblement atribuïble a Wilhelm Friedemann Bach)
- 8. Præambulum en fa major BWV 927 (Nou petits preludis núm. 4)
- 9. Præambulum en sol menor BWV 930 (Nou petits preludis núm. 7)
- 10. Preludi en fa major BWV 928 (Nou petits preludis núm. 5)
- 11. Minueto Núm. 1 en sol major BWV 841, probablement no és obra de Johann Sebastian Bach. Inclòs en el Quadern d'Anna Magdalena Bach de 1722.
- 12. Minueto núm. 2 en sol menor BWV 842
- 13. Minueto núm. 3 en sol major BWV 843

### Preludis deEl clavecí ben temprat, llibre primer
- 14. Preludi 1 en do major BWV 846a, versió prèvia del que després seria el primer preludi de El clavecí ben temprat, el Preludi i fuga en do major (BWV 846).
- 15. Preludi 2 en do menor BWV 847/1
- 16. Preludi 3 en re menor BWV 851/1
- 17. Preludi 4 en re major BWV 850/1
- 18. Preludi 5 en mi menor BWV 855a, versió prèvia i alternativa. Addicionalment, posteriorment fou arranjada per a pianoforte per Alexander Siloti i transportada com un Preludi en si menor.
- 19. Preludi 6 en mi major BWV 854/1
- 20. Preludi 7 en fa major BWV 856/1
- 21. Preludi [8] en do sostingut major BWV 848/1
- 22. Preludi [9] en do sostingut menor BWV 849/1
- 23. Preludi [10] en mi bemoll menor BWV 853/1
- 24. Preludi [11] en fa menor BWV 857/1

### Suite
- 25. Peça per a clavecí, composta per J. C. Richter. – Suite per a clavecí de Johann Christoph Richter, que inclou només dos moviments: Allemande i Courante.[3]

### Preludis
- 26. Preludi en do major BWV 924a, versió prèvia del primer dels
- 27. Preludi en re menor BWV 925, Nou petit preludi núm. 2 dels Nous petits preludis
- 28. Preludi en mi bemoll BWV 932, núm. 9 dels Nous petits preludis
- 29. Preludi en la bemoll BWV 931, núm. 8 dels Nous petits preludis

### Esborrany
- 30. Baß-Skizze. Esborrany de deu compassos sobre la línia del baix en sol major. No inclosa al catàleg BWV.

#### Fuga
- 31. Fuga a 3 en do major BWV 953

### Invencionsa dues veus
- 32. Præambulum 1 do major BWV 772. Invenció núm. 1
- 33. Præambulum 2 re menor BWV 775. Invenció núm. 4
- 34. Præambulum 3 el meu i menor BWV 778. Invenció núm. 7
- 35. Præambulum 4 fa F major BWV 779. Invenció núm. 8
- 36. Præambulum 5 sol G major BWV 781. Invenció núm. 10
- 37. Præambulum 6 la menor BWV 784. Invenció núm. 13
- 38. Præambulum 7 si menor BWV 786. Invenció núm. 15
- 39. Præambulum 8 si bemoll major BWV 785. Invenció núm. 14
- 40. Præambulum 9 la major BWV 783. Invenció núm. 12
- 41. Præambulum 10 sol menor BWV 782. Invenció núm. 11
- 42. Præambulum 11 fa menor BWV 780. Invenció núm. 9
- 43. Præambulum 12 mi major BWV 777. Invenció núm. 6
- 44. Præambulum 13 mi bemoll major BWV 776. Invenció núm. 5
- 45. Præambulum 14 re major BWV 774. Invenció núm. 3
- 46. Præambulum 15 do menor BWV 773. Invenció núm. 2

#### Dos suites
- 47. Suite en la major de Georg Philipp Telemann BWV 824. Tres moviments: Allemande, Courante i Giga
- 48. Partita di Signore Steltzeln, suite per a clavecí en sol menor de Gottfried Heinrich Stölzel. Quatre moviments: Obertura, Air Italià, Bourrée, Minuet. El minuet va ser utilitzat per Bach en al trio BWV 929, que es va convertir en el Nou petit preludi 6 que també es troba parcialment en la tercera Suite francesa BWV 814.

#### Simfoniesa tres veus
- 49. Fantasia 1 en do major BWV 787. Simfonia núm. 1
- 50. Fantasia 2 en re menor BWV 790. Simfonia núm. 4
- 51. Fantasia 3 en el meu menor BWV 793. Simfonia núm. 7
- 52. Fantasia 4 en fa major BWV 794. Simfonia núm. 8
- 53. Fantasia 5 en sol major BWV 796. Simfonia núm. 10
- 54. Fantasia 6 en la menor BWV 799. Simfonia núm. 13
- 55. Fantasia 7 en si menor BWV 801. Simfonia núm. 15
- 56. Fantasia 8 en si bemoll major BWV 800. Simfonia núm. 14
- 57. Fantasia 9 en la major BWV 798. Simfonia núm. 12
- 58. Fantasia 10 en sol menor BWV 797. Simfonia núm. 11
- 59. Fantasia 11 en fa menor BWV 795. Simfonia núm. 9
- 60. Fantasia 12 en mi major BWV 792. Simfonia núm. 7
- 61. Fantasia 13 en mi bemoll BWV 791. Simfonia núm. 5
- 62. Fantasia 14 en re major BWV 789. Simfonia núm. 3
- 63. Fantasia 15 en do menor BWV 788. Simfonia núm. 2